# Cryptomyrus
Cryptomyrus is een geslacht van straalvinnige vissen uit de familie van de tapirvissen (Mormyridae).

## Soorten
- Cryptomyrus ogoouensis Sullivan, Lavoué & Hopkins, 2016
- Cryptomyrus ona Sullivan, Lavoué & Hopkins, 2016